# Маяк Пенфилд-Риф
Маяк Пенфилд-Риф (англ. Penfield Reef Light) — маяк, расположенный в проливе Лонг-Айленд, недалеко от городов Фэрфилд и Бриджпорт, округ Фэрфилд, штат Коннектикут, США. Построен в 1874 году. Автоматизирован в 1971 году.

## История
Мель Пенфилд расположена к югу от залива Блэк Рок Харбор, служившего естественной гаванью для города Фэрфилд. Немного западнее также расположен город Бриджпорт, крупнейший город штата Коннектикут. Торговые потоки в этом районе были достаточно интенсивными, а риф представлял опасность для навигации, потому в 1870 и в 1871 году Конгресс США суммарно выделил 55 000$ на строительство маяка на рифе Пенфилд. Для маяка был построен фундамент из гранитных блоков, вокруг которого была насыпана отсыпь. К концу 1873 года строительство было завершено и 16 января маяк был введён в эксплуатацию. Он был построен по тому же проекту, что и Маяк Блафф-Пойнт, и представлял собой двухэтажный дом смотрителя из гранитных блоков высотой 8,5 метров (без учета башни), на крыше которого располагалась восьмиугольная башня маяка высотой 11 метров. На маяке была установлена линза Френеля и противотуманный сигнал. Он был автоматизирован Береговой охраной США в 1971 году. 
В 1990 году маяк был включен в Национальный реестр исторических мест.

## Легенды
Согласно исследованиям психологов, про уединенные и старые здания чаще всего появляются легенды о том, что в них обитают призраки. Маяк Пенфилд-Риф, как маяки Нью-Лондон-Ледж и Стратфорд-Шол идеально подходит под это описание, и неудивительно, что про три этих маяка ходят подобные легенды среди местных жителей. Согласно этой легенде, местный призрак — это бывший смотритель маяка Фредерик Джордан, погибший 22 декабря 1916 года во время шторма.

## Фотографии
- Открытка 1913 года